# Кара-Кипчак
Кара́-Кипча́к (укр. Кара-Кипчак, крымскотат. Qara Qıpçaq, Къара Къыпчакъ) — исчезнувшее село в Раздольненском районе Республики Крым, располагавшееся в центре района, в степной части Крыма, примерно в 1,5—2 км западнее современного села Кукушкино.

### Динамика численности населения
- 1806 год — 79 чел.[5]
- 1864 год — 25 чел.[6]
- 1900 год — 54 чел.[7]
- 1915 год — 1 чел.[8]

## История
Идентифицировать Кара-Кипчак среди названий, зачастую сильно искажённых, деревень в Камеральном Описании Крыма… 1784 года пока не удалось. После присоединения Крыма к России (8) 19 апреля 1783 года, (8) 19 февраля 1784 года, именным указом Екатерины II сенату, на территории бывшего Крымского ханства была образована Таврическая область и деревня была приписана к Евпаторийскому уезду. После павловских реформ, с 1796 по 1802 год входила в Акмечетский уезд Новороссийской губернии. По новому административному делению, после создания 8 (20) октября 1802 года Таврической губернии, Кара-Кипчак был включён в состав Хоротокиятской волости Евпаторийского уезда.
По Ведомости о волостях и селениях, в Евпаторийском уезде с показанием числа дворов и душ… от 19 апреля 1806 года в деревне Кара-Кипчак числилось 11 дворов, 75 крымских татар и 4 ясыров. На военно-топографической карте генерал-майора Мухина 1817 года деревня Каракипчак обозначена с 6 дворами. После реформы волостного деления 1829 года Кара Кипчак, согласно «Ведомости о казённых волостях Таврической губернии 1829 года», отнесли к Аксакал-Меркитской волости (переименованной из Хоротокиятской). На карте 1836 года в деревне 9 дворов. Затем, видимо, в результате эмиграции крымских татар, деревня заметно опустела и на карте 1842 года деревня Кара-Кыпчак обозначена условным знаком «малая деревня» (это означает, что в ней насчитывалось менее 5 дворов).
В 1860-х годах, после земской реформы Александра II, деревню приписали к Биюк-Асской волости. Согласно «Памятной книжке Таврической губернии за 1867 год», деревня была покинута жителями в результате эмиграции крымских татар, особенно массовой после Крымской войны 1853—1856 годов, в Турцию, но затем она была вновь заселена татарами. В «Списке населённых мест Таврической губернии по сведениям 1864 года», составленном по результатам VIII ревизии 1864 года, Кара-Кипчак — владельческая татарская деревня, с 6 дворами, 25 жителями и мечетью при колодцахъ. По обследованиям профессора А. Н. Козловского 1867 года, вода в колодцах деревни была пресная, а их глубина достигала 15—20 саженей (31—42 м). На трёхверстовой карте Шуберта 1865—1876 года в деревне Кара-Кипчак значатся 8 дворов. Видимо, затем деревня вновь опустела и до конца века упоминаний о ней в источниках не встречается.
Земская реформа 1890-х годов в Евпаторийском уезде прошла после 1892 года; в результате Кара-Кипчак приписали к Агайской волости. По «…Памятной книжке Таврической губернии на 1900 год» в деревне числилось 54 жителя в 1 дворе. По Статистическому справочнику Таврической губернии. Ч.II-я. Статистический очерк, выпуск пятый Евпаторийский уезд, 1915 год, в экономии Кара-Кипчак (И. Х. Овчинникова) Агайской волости Евпаторийского уезда числился 1 двор с 1 приписным жителем. В дальнейшем в учётных документах деревня не упоминается, хотя ещё обозначена на карте 1926 года.